# Havelange
Havelange là một đô thị ở tỉnh Namur.
Tại thời điểm ngày 1 tháng 1 năm 2006, đô thị này có dân số 4.844 người. Tổng diện tích là 104,73 km², với mật độ dân số 45 người trên mỗi km².
Ngoài Havelange, đô thị này còn bao gồm các làng:
- Barvaux-Condroz
- Flostoy
- Jeneffe
- Maffe
- Méan
- Miécret
- Porcheresse
- Verlée